# Harpactocrates gurdus
Harpactocrates gurdus är en spindelart som beskrevs av Simon 1914. Harpactocrates gurdus ingår i släktet Harpactocrates och familjen ringögonspindlar. Inga underarter finns listade i Catalogue of Life.